# روبرت سميث
روبرت سميث (بالإنجليزية: Robert Smith)‏ محامي وسياسي أمريكي (3/11/1757-26/11/1842)و شقيق السناتور صاموئيل سميث .يعتبر روبرت سميث ثاني وزير بحرية من 1801 إلى 1809 وسادس وزير خارجية في تاريخ الولايات المتحدة من 1809 إلى 1811.
ولد روبرت سميث في مدينة لانشستر ،ولاية بنسلفانيا خدم في الجيش القاري خلال حرب الاستقلال الأمريكية.تخرج من جامعة برنستون سنة 1781 وزاول مهنة المحاماة في ميريلاند.
إختاره الرئيس توماس جيفرسون وزيراً للبحرية في عام 1801 بعد استقالة الوزير السابق «وليم جونز».وفي العام 1802 شغل منصب نائب عام الولايات المتحدة بالإضافة إلى وظيفته الأصلية كوزيراً للبحرية لفترة وجيزة.
وقد ترك منصب وزير البحرية مع نهاية رئاسة توماس جيفرسون.
مع تولي جيمس ماديسون الرئاسة عين روبرت سميث وزير خارجية وبقي في هذا المنصب من عام 1809 حتى أجبر على الاستقالة عام 1811.

## روابط خارجية
- روبرت سميث على موقع الموسوعة البريطانية (الإنجليزية)
- روبرت سميث على موقع إن إن دي بي (الإنجليزية)